# Ordnance Factory Muradnagar
Ordnance Factory Muradnagar is een census town in het district Ghaziabad van de Indiase staat Uttar Pradesh. De plaats behoort bij de stad Muradnagar en verwijst naar de munitiefabriek die hier gevestigd is.

## Demografie
Volgens de Indiase volkstelling van 2001 wonen er 10.754 mensen in Ordnance Factory Muradnagar, waarvan 53% mannelijk en 47% vrouwelijk is. De plaats heeft een alfabetiseringsgraad van 78%.